# Dreifaltigkeitskirche (Cieszyn)

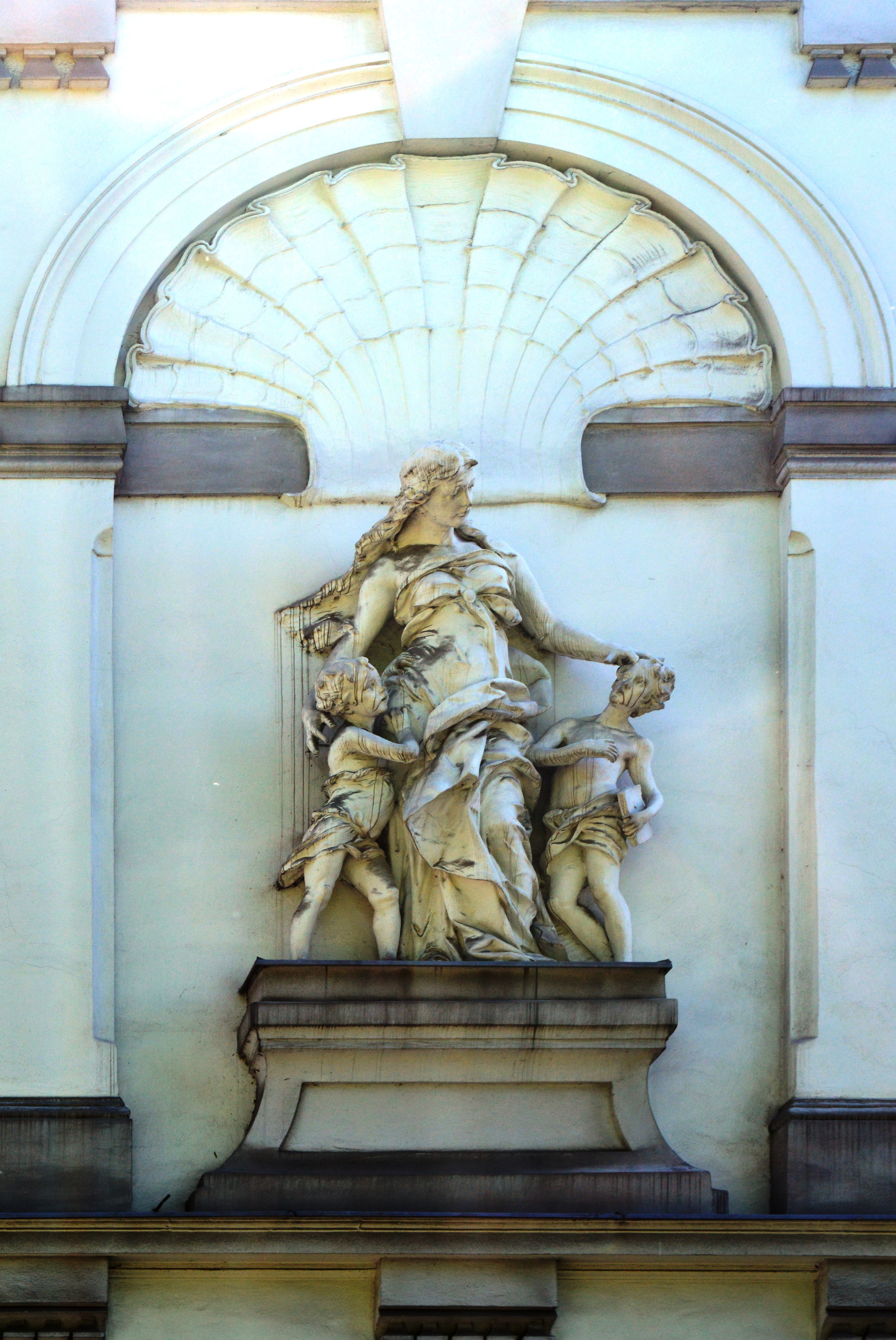
Figurengruppe

Die Dreifaltigkeitskirche (polnisch Kościół św. Trójcy) in Cieszyn, Polen, ist eine katholische Kirche am Rand der Altstadt.

## Geschichte
Die Kirche wurde 1585 gestiftet und bis 1594 im Stil des Frühbarocks als erste lutherische Kirche in Cieszyn erbaut. Sie wurde inmitten eines neu angelegten Pestfriedhofs als Friedhofskirche errichtet. Die Kirche entstand ursprünglich nördlich vor der Stadtmauer. 1654 wurde die Kirche katholisch. 1865 wurde der Friedhof aufgelassen und an seiner Stelle ein Park angelegt. 1864 wurde ein neugotischer Turm errichtet.

## Ausstattung
Die Altäre im Régence-Stil stammen aus dem zweiten Viertel des 18. Jahrhunderts, der 1896 erneuerte Hauptaltar zeigt unter anderem Figuren der heiligen Theresa und Hedwig. Die Seitenaltäre haben Gemälde des heiligen Tobias mit dem Erzengel Raphael und des heiligen Sebastian, diese stammen aus dem 19. Jahrhundert. An den Außenwänden gibt es steinerne Grabmale aus dem 17. Jahrhundert.